# Чернін Валентин Михайлович
Чернін Валентин Михайлович (*29 вересня 1933 року) — кандидат географічних наук, доцент географічного факультету Київського університету, географ-картограф.

## Біографія
Народився 29 вересня 1933 року у місті Києві. Працював у 1950 році техніком-геодезистом в інституті «Укрдіпрогаз». Закінчив 1953 року Київський топографічний технікум, у 1963 році навчання на кафедрі геодезії та картографії Київського університету, у 1966 році — заочно аспірантуру. Кандидатська дисертація «Некоторые особенности мелкомасштабного морфометрического картографирования» (1967). 
У 1953—1964 роках працював техніком, інженером, начальником партії у польових топографічних загонах Головного управління геодезії та картографії при Раді Міністрів СРСР та Радянської армії, підприємствах Мінавтошляху і експедиціях alma mater. Працював у Секторі географії АН УРСР (нині Інститут географії НАН України). Брав участь у створенні Національного атласу України («Природные условия и естественные ресурсы Украинской ССР», 1978). 
У Київському університеті в 1969—1977 роках працював доцентом кафедри геодезії та картографії, заступником декана географічного факультету заочного навчання. Значну увагу приділяв впровадженню в картографію математичних методів і засобів обчислювальної техніки. Науковий керівник госпдоговірних науково-дослідних розробок, кошти від яких спрямував на створення найпершого в Київському університеті студентського залу персональної обчислювальної техніки. 
У 1977 році перейшов у Київський інститут геології й розробки паливних копалин Міністерства нафтової промисловості СРСР. Працював завідувачем лабораторії алгоритмізації процесів обробки матеріалів дистанційної інформації; над розробкою, випробуванням на практиці та впровадженням нових методів і засобів космічного знімання при картографуванні та вивченні нафтогазоносних районів СРСР. З 1985 року працює на посаді доцента кафедри техніки, технології та методів дистанційного зондування Землі Інституту підвищення кваліфікації Міністерства геології СРСР. У 1991—1995 роках професор кафедри дистанційних методів в геології, старший науковий співробітник Українського науково-дослідного і проектно-дослідницького інституту з прогнозування і дистанційного зондування агроресурсів у відділі дистанційного зондування, в Інституті статистики Держкомстату України (до 1999 року).
З 1998 року працював старшим науковим співробітником в науково-дослідному інституті статистики Міністерства статистики України.
У 2006—2008 роках був провідним науковим співробітником лабораторії аерокосмічного зондування агросфери в Інституті агроекології УААН. 
Був одружений, мав двох дочок.
Помер 30 серпня у 2021 році від наслідків коронавірусної інфекції.

## Наукові праці
Автор близько 70 наукових праць, присвячених картографічному методу досліджень та дистанційному зондуванню Землі.